# Lang Son (cidade)
Lang Son é uma cidade do Vietname, capital da província de Lang Son. É uma das cidades mais setentriontais do país. Sua população foi estimada em 2009 em 187 278 habitantes. 